# 97e méridien ouest
En géographie, le 97e méridien ouest est le méridien joignant les points de la surface de la Terre dont la longitude est égale à 97° ouest.

## Géographie

### Dimensions
Comme tous les autres méridiens, la longueur du 97e méridien correspond à une demi-circonférence terrestre, soit 20 003,932 km. Au niveau de l'équateur, il est distant du méridien de Greenwich de 10 798 km,.
Avec le 83e méridien est, il forme un grand cercle passant par les pôles géographiques terrestres.

### Régions traversées
En commençant par le pôle Nord et descendant vers le sud au pôle Sud, Le 97e méridien ouest passe par:
| Coordonnées          | Pays, territoire ou mer  | Notes |
| -------------------- | ------------------------ | --- |
| 90° 00′ N, 97° 00′ O | Océan Arctique           | Passe juste à l'ouest de l'Île Axel Heiberg, Nunavut, Canada (à 80° 05′ N, 96° 46′ O) Passe juste à l'est de Archipel de Fay (en), Nunavut, Canada (à 79° 38′ N, 97° 07′ O) |
| 78° 44′ N, 97° 00′ O | Canada                   | Nunavut — Île Amund Ringnes |
| 77° 48′ N, 97° 00′ O | Etendue d'eau sans nom   | Passe juste à l'est de Île Crescent (en), Nunavut, Canada (à 77° 00′ N, 97° 05′ O) |
| 76° 58′ N, 97° 00′ O | Canada                   | Nunavut — Île Pionner (en) |
| 76° 57′ N, 97° 00′ O | Détroit de Penny (en)    | Passe juste à l'est de l'Île Spit (en), Nunavut, Canada (at 76° 49′ N, 97° 00′ O) Passe juste à l'ouest de l' Île Devon, Nunavut, Canada (à 76° 44′ N, 96° 58′ O) Passe juste à l'est de l'Île John Barrow (en), Nunavut, Canada (à 76° 36′ N, 97° 06′ O) Passe juste à l'est de Île Hyde Parker (en), Nunavut, Canada (à 76° 29′ N, 97° 05′ O)                                                              |
| 76° 14′ N, 97° 00′ O | Canal de Queens (en)     | Passe juste à l'est de l'Île Des Voeux (en), Nunavut, Canada (à 76° 10′ N, 96° 58′ O) Passe juste à l'ouest de l'Île Milne (sv), Nunavut, Canada (à 75° 36′ N, 96° 58′ O) |
| 75° 30′ N, 97° 00′ O | Canada                   | Nunavut — Île Petite Cornwallis (en) |
| 75° 27′ N, 97° 00′ O | Détroit McDougall (en)   | Passe juste à l'est de l'Île Truro (en), Nunavut, Canada (à 75° 17′ N, 97° 06′ O) |
| 75° 00′ N, 97° 00′ O | Canal de Parry           | |
| 73° 45′ N, 97° 00′ O | Canada                   | Nunavut — Île du Prince-de-Galles |
| 73° 37′ N, 97° 00′ O | Détroit de Peel          | |
| 73° 16′ N, 97° 00′ O | Canada                   | Nunavut — Île Vivian Island (en) et Île Prescott (en) |
| 72° 56′ N, 97° 00′ O | Baie Browne              | Passe juste à l'ouest de l'Île Pandora (en), Nunavut, Canada (at 72° 47′ N, 96° 58′ O) |
| 72° 44′ N, 97° 00′ O | Baie de Young            | |
| 72° 38′ N, 97° 00′ O | Canada                   | Nunavut — Île du Prince-de-Galles et Île Hobday (en) |
| 71° 43′ N, 97° 00′ O | Détroit de Franklin (en) | |
| 71° 11′ N, 97° 00′ O | Détroit de Larsen (en)   | |
| 70° 07′ N, 97° 00′ O | Détroit de James Ross    | Passe juste à l'est de Île de Clarence (en), Nunavut, Canada (à 69° 53′ N, 97° 12′ O) |
| 69° 33′ N, 97° 00′ O | Canada                   | Nunavut — Île du Roi-Guillaume |
| 68° 34′ N, 97° 00′ O | Détroit de Simpson (en)  | |
| 68° 21′ N, 97° 00′ O | Canada                   | Nunavut Manitoba — à partir de 60° 00′ N, 97° 00′ O, passe par le Lac Winnipeg. Passe aussi juste à l'est de la ville de Winnipeg |
| 49° 00′ N, 97° 00′ O | États-Unis               | Minnesota Dakota du Nord — à partir de 47° 50′ N, 97° 00′ O Dakota du Sud — à partir de 45° 56′ N, 97° 00′ O Nebraska — à partir de 42° 46′ N, 97° 00′ O Kansas — à partir de 40° 00′ N, 97° 00′ O Oklahoma — à partir de 37° 00′ N, 97° 00′ O Texas — à partir de 33° 57′ N, 97° 00′ O, sépare en deux le Dallas/Fort Worth Metroplex, puis passe directement par la ville de Victoria et Île San José (en) |
| 27° 54′ N, 97° 00′ O | Golfe du Mexique         | |
| 20° 30′ N, 97° 00′ O | Mexique                  | Veracruz Puebla — sur environ 6 km à partir de 19° 18′ N, 97° 00′ O Veracruz — à partir de 19° 14′ N, 97° 00′ O Puebla — à partir de 18° 30′ N, 97° 00′ O Oaxaca — à partir de 18° 11′ N, 97° 00′ O |
| 15° 47′ N, 97° 00′ O | Océan Pacifique          | |
| 60° 00′ S, 97° 00′ O | Océan Austral            | |
| 71° 45′ S, 97° 00′ O | Antarctique              | Liste des territoires non revendiqués |